# Bagremovo
Bagremovo (en cirílico: Багремово; húngaro: Bárdossyfalva) es un pueblo serbio ubicado en la provincia autónoma de Voivodina. Es parte del municipio de Bačka Topola en el distrito de Bačka del Norte. En el censo de 2011, tenía 152 habitantes. Tiene mayoría étnica magiar, quienes conviven con una importante minoría de serbios.

## Nombre
El nombre serbio Bagremovo significa 'acacia', el cual fue dado ya que había muchas acacias en el pueblo. Sobre el nombre húngaro Bárdossyfalva no se sabe mucho, ya que no es muy utilizado.

## Demografía
| Gráfica de evolución demográfica de Bagremovo entre 1948 y 2011 |
|                                                                 |